# Wamba (wamba.com)
A Wamba é um serviço de rede social global de amizades e relacionamentos em geral. Lançada pela primeira vez como "Mamba", em 2003 ela foi também a primeira rede social freemium do mundo, segundo a empresa.

## História
A Wamba foi lançada primeiramente como Mamba, em 2003. Segundo a empresa, ela foi a primeira rede social freemium do mundo, criada por uma pequena equipe interessada no futuro da comunicação social online.   Em julho de 2012, o serviço foi rebatizado internacionalmente como Wamba, podendo ser acessado através de outros domínios pertencentes a parceiros autorizados da marca  (msn, icq, yahoo, mail.ru...), ou através de domínios próprios da Wamba, como a Mamba e o Mamboo.

## Público
A Wamba conta com mais de 26 milhões de usuários ativos em todo o mundo.

## Finanças
70% da empresa pertence ao grupo de investimentos Finam, e os outros 30% pertencem à Digital Sky Technologies (DST) (Mail.ru Group).